# 一九二二
《一九二二》（英語：1922）是一部由史蒂芬·金於2010年所著的中篇小說，收錄在中篇小說集《暗夜無星》內。

## 故事簡介
威端佛和太太阿蕾特居於鄉間並擁有一大塊農地，其中部分農田從女家的家族繼承。一日，發展商希望發展詹姆斯一家的農田，但威端佛不願出賣土地，為此他與太太展開了漫長的罵戰。威端佛決定連同兒子亨利殺掉阿蕾特，把屍體拋棄在井中。威端佛成功掩人耳目，制造出太太離家出走的假象，騙過了來調查的警察。只是，阿蕾特陰魂不散，威端佛發現在井中有老鼠走出來攻擊他，而且晚上不時都會聽到老鼠的叫聲。同一時間，亨利令他的小女友懷孕了，女友的爸爸原本已經將懷孕的女兒送至少女之家，亨利卻去找她出來私奔，結果兩人過著亡命天涯的生活，最後更命喪槍下。威端佛的下場更慘，他的左手被老鼠咬傷感染切掉了，家族農田被賤賣了，過著流離失所的生活，最後精神錯亂自己咬死了自己。

## 改編電影
改編自該小說的電影於2017年10月20日在Netflix上放映。